# 후시미 도키코

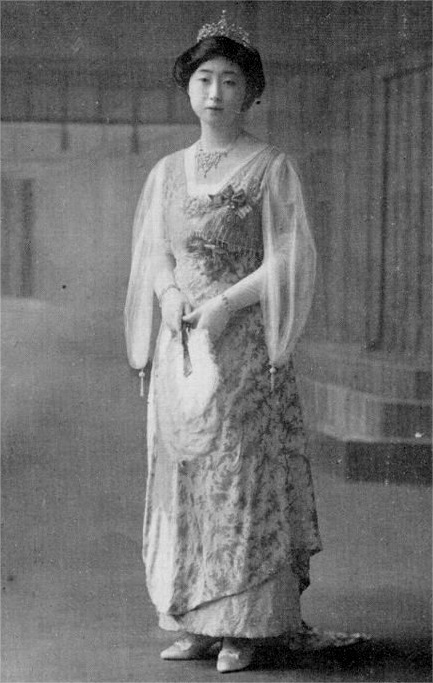
황족 시절의 히로요시 왕비 도키코

후시미 도키코(伏見朝子)는 일본 제국의 구황족, 화족이다. 후시미노미야 히로요시 왕의 비이다. 부친은 이치조 사네테루 공작이며 모친은 에쓰코(悦子, 호소카와 모리히사 후작 영애) 공작부인이다. 혼전 이름은 이치조 도키코(一条朝子)이며 황적이탈 이전의 이름은 히로요시 왕비 도키코(博義王妃朝子).